# Blas de Peralta
Blas de Peralta (el viejo) fue un hidalgo, militar y conquistador español que asistió a la fundación de la ciudad de Córdoba (Argentina) durante la conquista española en América.

## Biografía
Nació en el año 1534 en Granada, España. Era hijo de don Pedro Fernández de Peralta y Porcel y de Úrsula de Arteaga y Peralta. Blas de Peralta arribó a la provincia de Tucumán junto a don Jerónimo Luis de Cabrera. Asistió a la fundación de Córdoba, y luego fue nombrado alcalde de San Clemente de la Nueva Sevilla. También desempeñó los cargos de regidor –1581,1583 y 1585–, alcalde y procurador general de la provincia de Córdoba.

## Descendencia
Blas de Peralta se casó con la mestiza Catalina de Cabrera, hija natural del conquistador del Alto Perú don Benito de Cabrera. Tuvieron 4 hijas: Juana de Peralta, mujer de Baltasar Ferreyra de Acevedo; Beatriz de Peralta, casada con Juan de Molina Navarrete; María Cabrera; y Gregoria de Peralta, casada con Ruy de Sosa, y un hijo varón, Blas de Peralta (II), que fue mayordomo, regidor y alcalde en Córdoba.